# Nybrogård Kollegiet
Nybrogård Kollegiet er et selvejet kollegium, administreret af KAB og opført fra 1970 frem. Kollegiet rummer 468 enkeltværelser med bad, toilet og entre, 36 køkkener som deles af 13 personer hver, og 68 lejligheder, svarende til 2 kollegieværelsers størrelse. Kollegiet ligger midt imellem Lyngby Sø og Bagsværd Sø, og kun få hundrede meter fra liebhaverejendommen Tusculum og statsministerens tjenestebolig, Marienborg.
Ca. halvdelen af de studerende på kollegiet læser på DTU, mens de resterende læser på andre universiteter, seminarier, ungdomsuddannelser og lign. 
Kollegiet har egen kiosk/pizzeria med mulighed for at købe de mest basale ting i husholdningen, samt pizza og andet fastfood
Kollegiet har et aktivt socialt liv og har en del faciliteter til frit brug for kollegianerne, der kan bl.a nævnes
- TV
- Telefonsystem
- Internet
- Musikrum
- Motionsrum
- Kanoer
- Filmklub
- Haveklub
- Cykelværksted
- Eget fodboldhold
- Fadølsanlæg
- Aflåste cykelskure
- Betalingsvaskeri
- Trailer
- Trækvogne
- Stole

Derudover udgives avisen Nybrotidende, som er kollegiets interne avis, en gang om måneden i ca. 200 eksemplarer.